# Esposa del déu Amon

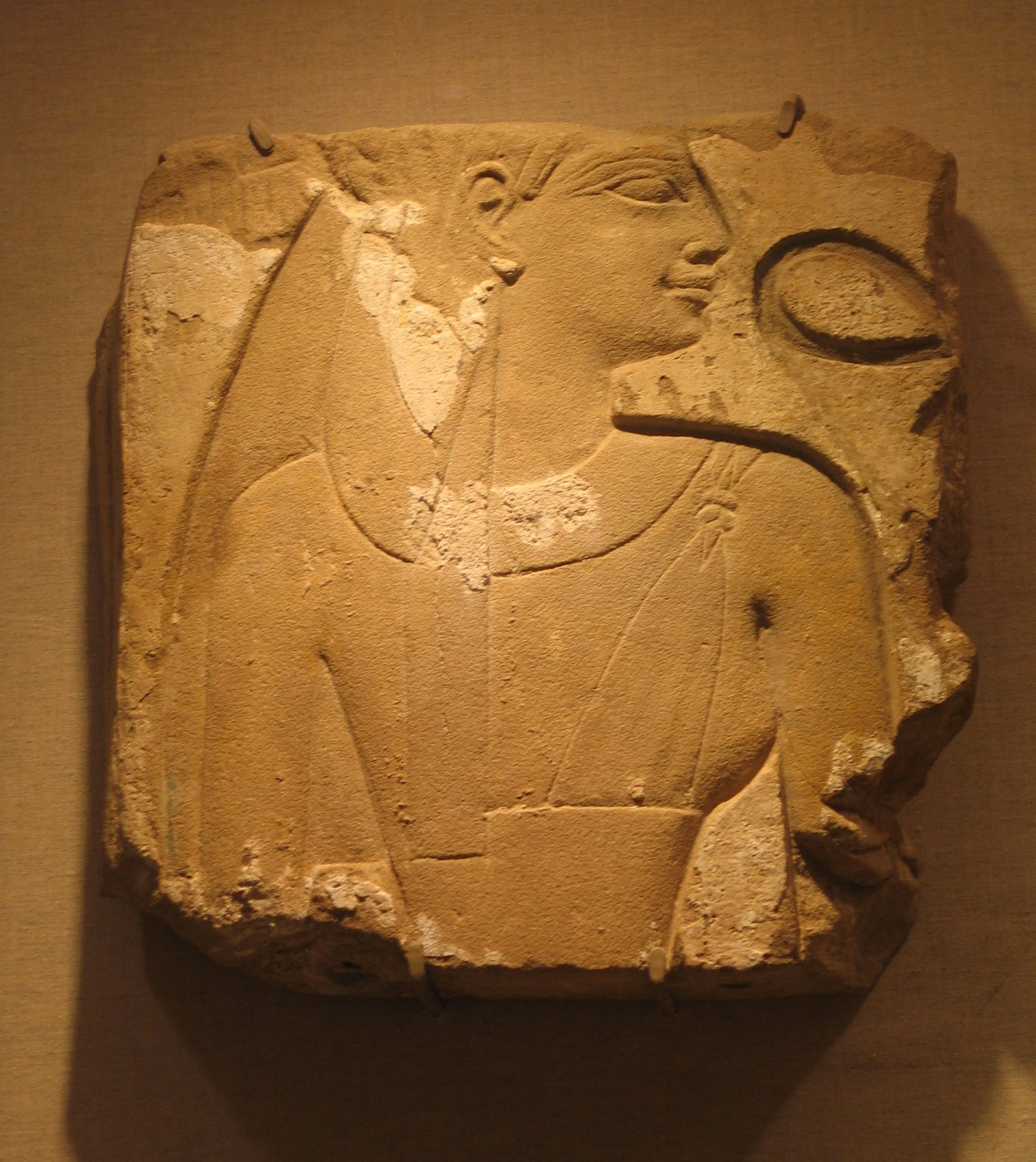
Relleu d'una suma sacerdotessa, ca. 700 aC, 74.99.2, Museu de Brooklyn

L'esposa del déu Amon (egipci: ḥm.t nṯr n ỉmn) fou la sacerdotessa de més alt rang del culte a Amon, una important institució religiosa de l'antic Egipte centrada a Tebes durant les dinasties XXV i XXVI d'Egipte (circa 740-525 aC). El càrrec tenia importància política i religiosa, ja que els dos àmbits estaven estretament relacionats en l'Antic Egipte.
Per bé el títol es testimonia ja en el Regne Mitjà, el seu potencial polític complet no es va realitzar fins a l'adveniment de la 18a dinastia d'Egipte.

## Història del càrrec
El títol d'Esposa del déu apareix per primera vegada durant la dinasties desena i dotzena, quan el títol i la posició fou detingut per les dones no reials entre els que serveixen Min, Amon i Ptah com a sacerdotesses. A mesura que el culte va augmentar en importància entre els altres cultes, esdevingueren més necessaris llaços més forts amb els governants.

### Auge i caiguda de la dinastia XVIII
Al començament de l'Imperi Nou el títol passà a ser detingut per dones reials (generalment per l'esposa del rei, però de vegades per la mare del rei), quan el seu extrem poder i prestigi van ser evidents. L'Imperi Nou va començar el 1550 aC amb la dinastia XVIII. Aquests van ser els governants que van expulsar els hicsos d'Egipte i la seva ciutat natal era Tebes, que després es va convertir en la ciutat més important a Egipte. Creien que la seva deïtat local, Amon, els havia guiat en la seva victòria i el culte es va elevar a importància nacional. Els ajustos als rituals i als mites vingueren tot seguit.
El títol, Esposa del déu, "es referia al mite del naixement diví del rei, segons el qual la seva mare fou fecundada pel déu Amon." Tot i que el càrrec, en teoria, era sagrat, s'exercia essencialment com una eina política pel faraó egipci i servia per garantir "l'autoritat reial sobre la regió de Tebes i el poderós clergat d'Amon" allà. El llinatge reial era rastrejat a través de les seves dones i, els governants i les institucions religioses estaven inexorablement entreteixits en les tradicions que es van mantenir força estables durant un període de tres mil anys. Aquest títol va ser utilitzat amb preferència al títol de Gran Esposa Reial , que va ser el títol de la reina que era la consort del faraó i que oficiava al temple. El nou títol comportava que el faraó seria un semidéu en néixer. Anteriorment, el faraó era considerat com a diví només en la mort.
La primera esposa real a detenir aquest nou títol (no confondre amb el títol d'esposa del déu) fou la reina Amosis-Nefertari, l'esposa d'Amosis, i aquest esdeveniment es registra en una estela al temple d'Amon a Karnak, i el rol era un càrrec sacerdotal d'importància en el temple d'Amon a Tebes. Després es va passar a la seva filla Meritamon, que al seu torn el va lliurar a Hatxepsut, que el va utilitzar abans d'ascendir al tron com a faraona.
Tant Amosis-Nefertari com Hatxepsut utilitzaren de vegades el títol com una alternativa al d'"esposa principal del rei", el que demostra la importància que li donaven a aquest càrrec. Hatxepsut va passar el títol a la seva filla Neferure.
Una sèrie d'escenes a la Capella Roja de Hatxepsut mostren l'esposa del déu Amon (la seva filla) i un sacerdot home sotmès a un ritual o cerimònia que sembla estar destinada a destruir els noms dels enemics. Altres escenes mostren en un altre lloc l'esposa del déu adorant les deïtats, sent purificada al llac sagrat, i seguint el rei en el santuari. Aquestes tornen a mostrar la importància de la funció, però donen molt poca indicació de les tasques i responsabilitats que comportava.
Hatxepsut era la filla de Tuthmosis I i, a la seva mort, es va convertir en l'esposa de joventut de Tuthmosis II que era el seu mig germà jove, nascut d'una dona menor que la seva mare. Ella sembla haver estat, de facto, una co-regent amb ell, i sembla haver tingut una gran influència en els assumptes d'Estat. Tingueren un sol fill que va sobreviure a la infància, una filla, Neferure, a la qual se li va passar el títol d'esposa del déu .
A la mort del seu marit Tuthmosis II, Hatxepsut va ser nomenada regent del molt jove Tuthmosis III, que no era fill seu - l'esposa reial i la reina del seu pare - sinó que va néixer d'una dona menor. Era el seu fillastre i el seu cosí. Poc després, Hatxepsut va ser nomenada faraó.
La seva filla, Neferure, va prendre el seu lloc en moltes funcions que requerien una reina reial que servís com a Gran Esposa Reial  i com Esposa del déu  al temple, mentre que Tuthmosis III va quedar com a co-regent d'Hatxepsut. Es va convertir en el cap dels exèrcits.
Hatxepsut va morir després d'un regnat de 22 anys i, Tuthmosis III es va convertir en faraó. Al final d'un regnat de trenta anys per si mateix, va entrar en una corregència amb un fill d'una dona menor que es convertiria en Amenhotep II. Neferure havia mort sense deixar altre hereu, però hi havia altres en la línia per convertir-se en faraó, de manera que la corregència va assegurar que aquesta descendència reial amb llaços més estrets amb Hatxepsut s'eliminaria de la línia de descendents, i que l'hereu triat per Tuthmosis III governaria.
Els registres dels posseïdors del títol d'Esposa del déu, després que Tuthmosis III es convertís en faraó es desvien del patró establert, potser per causa de la línia de prerrogativa reial. Després de Neferure la llista assenyala, Iset, la mare de Tuthmosis III, però és ben cert que mai va oficiar, i va rebre el títol després de la seva mort. La següent és Satiah, esposa menor de Tuthmosis III a la primera part del seu regnat. És seguida per Meritra Hatsepsut, una altra esposa menor de Tuthmosis III, que es va convertir en la mare del seu últim hereu. Era filla de la Divina adoratriu d'Amon d'Huy. La següent a la llista és Meritamon, una filla de Tuthmosis III i Meritra Hatsepsut, de manera que és la germana del seu últim hereu. Després de tots aquests canvis durant el seu llarg regnat, la titular del càrrec era la filla de Tutmosis III, amb la qual cosa es tornava a l'associació tradicional.
Sembla que fou Amenhotep II el que va endegar els intents d'eliminar els registres del regnat de Hatxepsut mentre el seu pare ja era un home gran, i va continuar aquests esforços després que es convertís en faraó pel seu propi dret. Es va atribuir èxits d'ella com a propis, però no ho va fer de manera completa.
Amenhotep II també va intentar trencar les tradicions mitjançant la prevenció de gravar els noms de les seves esposes i la introducció de dones que no eren del llinatge real en la línia de descendència - sense èxit - atès el seu hereu designat va ser passat per alt. Després de la seva mort, que s'estima el 1400 aC, Tuthmosis IV és seleccionat d'entre el llinatge real com el proper faraó.
El poder i el prestigi de la funció de l'Esposa del déu es va veure molt disminuït durant el regnat d'Amenhotep II. Sembla haver declinat l'opció de tenir-en una, llevat que el càrrec el detingués la seva germana, Meritamon. La dona apareix com a següent titular del càrrec és Tiaa. Aquest és el nom d'una dona seva que fou la mare de Tuthmosis IV i és possible que li atorgués aquest títol pel seu fill, atès que va donar els seus altres títols. Tanmateix, la filla de Tuthmosis IV també es deia Tiaa.
Més tard en aquesta dinastia, amb canvis religiosos que afectaren l'estat del culte, el títol va caure en desgràcia. El faraó Amenhotep IV governant des de 1353 o 1351 aC va seguir les tradicions religioses. Aviat es va instituir una nova religió que elevà Aton, no només per esdevenir el culte dominant, sinó com un culte monoteista, amb la supressió de l'adoració dels altres. El faraó va canviar el seu nom a Akhenaton i va traslladar la seva cort a una nova capital que havia construït, Akhetaton Horitzó d'Aton, en el lloc conegut avui com a Al-Amārna. Ell i la seva esposa reial, Nefertiti (a qui tracta com una co-regent) es van convertir en els intermediaris entre Aton i el poble. Es va treballar especialment per suprimir el culte d'Amon i molts dels seus temples es van desfigurar i es van permetre ídols. Aton es va convertir en L'Aton , representada només com un disc solar. Els rituals religiosos es van dur a terme en escenaris a l'aire lliure.
La mort d'Akenaton va ocórrer al voltant de l'any 1336 aC, i no va passar molt temps abans que les pràctiques religioses tradicionals es comencessin a reprendre. És possible que Nefertiti governés sota un altre nom i, potser, va ser una influència en la família reial fins al final del govern de Tutankamon (1333-1324 aC), però si ho feia, no va impedir la revifalla.
Tutankhamon va començar a governar com un nen de nou anys sota el nom de Tutankhaton. Alguns pensen que ell era el fill d'Akhenaton amb una dona menor d'edat. Durant el seu regnat, el seu nom va ser canviat lluny de la deïtat del seu pare, tot substituint Aton per  Amon . Això marca també el començament d'una transició de tornada a Tebes com a capital
L'últim governant de la dinastia XVIII, Horemheb (1320-1292 aC), va restaurar el sacerdoci d'Amon, però va impedir que el sacerdoci d'Amon reprengués la posició de poder que havia tingut abans que Akhenaton dissolgués el poderós culte, i va traslladar la capital lluny de la seva ciutat. Horemheb havia reformat l'exèrcit i havia desenvolupat una cadena de comandament lleial dins d'ell. En designar els sacerdots per al culte d'Amon d'entre els alts comandaments de confiança del seu exèrcit va evitar qualsevol intent de restablir les relacions poderoses que havien provocat el dràstic canvi fet per Akhenaton.

### Revifalla durant la dinastia de vint i fins a la vint-i-sis-
El títol,  Esposa del déu , va conèixer una revifalla durant la vintena dinastia, quan Ramsès VI (1145-1137 aC) va conferir aquest càrrec, així com el títol addicional de divina adoratriu d'Amon damunt la seva filla, Iset; les accions del rei van inaugurar la tradició en què cada detenidora posterior d'aquest càrrec havia de ser,
"La filla d'un rei, i s'espera que segueixi sent una verge soltera. Per tal d'ajudar [a] la successió real, adoptaria la filla del següent rei com la seva hereva.".
El càrrec d'Esposa del déu va arribar a les mateixes altures del seu poder polític durant el tardà tercer període intermedi d'Egipte quan Xepenupet I, filla d'Osorkon III, va ser nomenada primer per a aquest càrrec a Tebes. El rei nubi Kashta, al seu torn, va nomenar la seva filla, Amenirdis, com el seu successor. L'alt estatus d'aquest càrrec és il·lustrat per la tomba d'Amenirdis a Medinet Habu.
Més tard, durant la dinastia XXVI d'Egipte, el rei saïta Psamètic I uniria per la força Egipte, el març de l 656 aC, sota el seu govern, i obligaria l'esposa de déu Amon a posar-se sota el seu control. Shepenupet II, filla de Piankhi, adoptaria la seva filla Nitocris com a successora seva triada per a aquest càrrec.
El càrrec va continuar existint fins al 525 aC la successora de Nitocris, Ankhnesneferibre, quan els perses van enderrocar l'últim governant saïta d'Egipte, Psamètic III (526-525 aC), i van esclavitzar la seva filla.
A partir de llavors, el poderós càrrec d'Esposa del déu Amon desapareix de la història.

## Dones de la reialesa que ocuparen el càrrec d'Esposa del déu
La següent llista recull totes les dones conegudes que a l'antic Egipte van detenir el títol d'Esposa del déu Amon, fins i tot aquelles a les quals el títol els fou atorgat a títol pòstum:
| Nombre         | Posseïdora del títol                    | Comentaris |
| -------------- | --------------------------------------- | --- |
| Dinastia XVII  |                                         | |
|                | Aahotep I                               | Esposa de Tao II i mare d'Amosis. El títol d'Esposa del déu només apareix en el seu sarcòfag. Primera a detenir aquest títol |
| Dinastia XVIII |                                         | |
| 1              | Amosis-Nefertari                        | Filla d'Ahhotep i Tao II i germana-esposa d'Amosis - primera dona de la reialesa coneguda per ocupar el càrrec               |
| 2              | Sitkamosis                              | Filla de Kamosis o Ahmosis I. Pot haver-se convertit en esposa del déu només a títol pòstum                                  |
| 3              | Sitamon                                 | Filla d'Ahmosis I |
| 4              | Amosis-Meritamon II                     | Filla d'Amosis Nefertari i Amosis I, esposa d'Amenofis I                                                                     |
| 5              | Aahotep II                              | Probablement filla de Tetisheri i Tao I, o d'Amosis i la reina Amosis-Nefertari. Probablement fou esposa de Kamosis          |
| 6              | Hatxepsut                               | Filla d'Ahmosis i Tuthmosis I                                                                                                |
| 7              | Neferure                                | Filla de Tuthmosis II i la reina-faraó Hatxepsut, possiblement primera esposa reial de Tuthmosis III                         |
| -              | Satiah                                  | Filla d'Ahmès Pen-Nekhbet? i Ipu                                                                                             |
| 8              | Meritre-Hatxepsut                       | Següent esposa de Tuthmosis III, mare del seu hereu, Amenofis II.                                                            |
| -              | Iset                                    | Esposa de Tuthmosis II i mare de Tuthmosis III, va rebre el títol d'esposa del déu després de la seva mort                   |
| 9              | Meritamon II                            | Filla de Tuthmosis III i Meritre-Hatxepsut                                                                                   |
| 10             | Tiaa                                    | Esposa d'Amenhotep II i mare de Tuthmosis IV                                                                                 |
| -              | Mutemuia (a títol pòstum)               | Mare dAmenhotep III, esposa de Tuthmosis IV                                                                                  |
| Dinastia XIX   |                                         | |
| 11             | Sitre                                   | Esposa de Ramsès I i mare de Seti I                                                                                          |
| 12             | Tuya                                    | Esposa de Seti I i mare de Ramsès II                                                                                         |
| 13             | Tausert                                 | Esposa de Seti II |
| Dinastia XX    |                                         | |
| 14             | Tentopet (Duatentopet)                  | Esposa de Ramsès IV |
| 15             | Isis Ta-Hemdjert                        | Esposa de Ramsès III |
| 16             | Iset                                    | Filla de Ramsès VI |
| Dinastia XXI   |                                         | |
| 17             | Maatkare                                | Filla de Pinedjem I |
| 18             | [Hathor-...] (Nom desconegut)           | Segona reina de Pinedjem I                                                                                                   |
| 19             | Khent-taui II                           | Filla de la reina Isis-em-heb II i Menkheperre                                                                               |
| Dinastia XXII  |                                         | |
| 20             | Karomama                                | |
| 21             | Kedmerut                                | |
| Dinastia XXIII |                                         | |
| 22             | Xepenupet I                             | Filla d'Osorkon III |
| Dinastia XXV   |                                         | |
| 23             | Amenirdis I (cap reina)                 | Filla de Kashta i Pabatma |
| 24             | Xepenupet II (cap reina)                | Filla de Piankhi |
| 25             | Amenirdis II (cap reina)                | Filla de Taharqa |
| Dinastia XXVI  |                                         | |
| 26             | Nitocris I (Nebetneferumut) (cap reina) | Filla de Psamètic I i Meheten-Weskhet                                                                                        |
| 27             | Ankhnesneferibre (cap reina)            | Filla de Psamètic II i Takhat                                                                                                |
| 28             | Nitocris II                             | Filla d'Amosis II |